# William Howard Russell
William Howard Russell (n. 28 martie 1820 - d. 11 februarie 1907) a fost un jurnalist britanic, unul dintre primii corespondenți de război din lume.